# Bernhard Breuer
Bernhard Joseph Breuer (* 22. Dezember 1808 in Köln; † 16. Oktober 1877 in Aachen) war ein deutscher Cellist, Komponist und Musikalienhändler.

## Leben
Breuer war ein Enkel des Bonner Hofmusikers Bernhard Mäurer (1757–1841). Er studierte in Berlin bei Moritz Ganz (Violoncello) und August Wilhelm Bach (Orgel) sowie bei Carl Friedrich Zelter und Bernhard Klein (Komposition). Nach seiner Rückkehr nach Köln trat er in das Orchester des Stadttheaters ein.
1839 ging er nach Paris, um unter der Leitung von Luigi Cherubini Kontrapunkt zu studieren, kehrte aber noch im selben Jahr nach Köln zurück und gründete dort mit Franz Hartmann (1. Violine), Franz Derkum  (2. Violine) und Franz Weber (Viola) das „Kölnische Streichquartett“, das sich bald zu einem der bedeutendsten Ensembles dieser Art etablierte.
Mit der Eröffnung der Rheinischen Musikschule im Jahre 1845 übernahm er dort außerdem Lehrverpflichtungen und wurde einer der ersten Lehrer von Jacques Offenbach, der Breuer sein Opus 1 widmete, ein Divertimento über Schweizerlieder.

## Werke
- Die Kölner in Paris, Karnevals-Operette, uraufgeführt am 1. März 1832[3]
- Die Rosenmädchen, Oper (1839)
- Lazarus, Oratorium
- Die Sendung des Heiligen Geistes, Oratorium